# Фэрфилдский университет
Фэрфилдский университет (англ.  Fairfield University) — американский частный католический университет, руководимый иезуитами. Расположен в городе Фэрфилд, штат Коннектикут. Основан в 1942 году.
Является одним из 28 учреждений-членов Ассоциации иезуитских колледжей и университетов США.

## История и деятельность

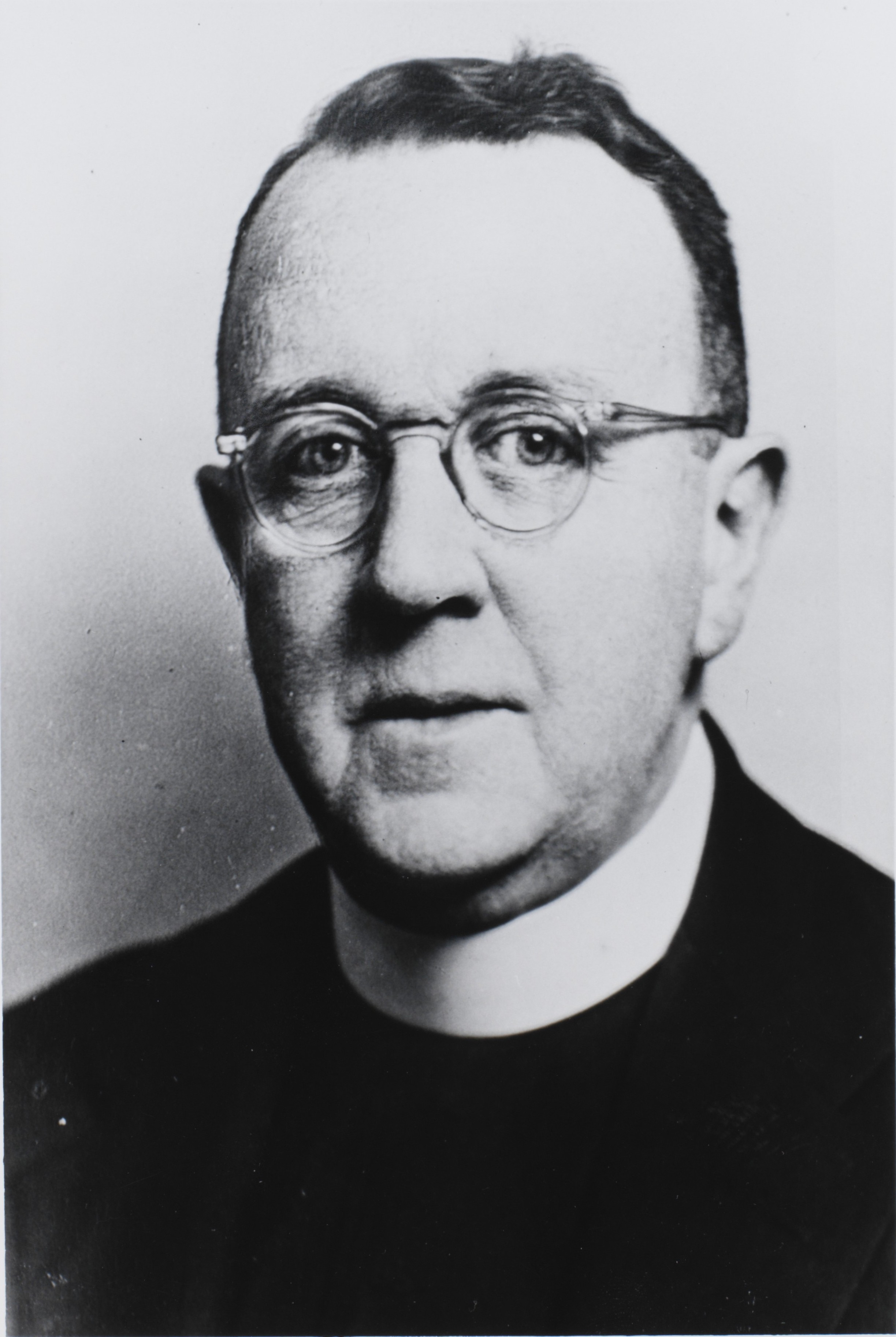
Джеймс Долан

В 1941 году преподобный Джеймс Долан, будучи членом Общества Иисуса в провинции Новая Англия, получил от епископа Мориса Маколиффа из Хартфордской архиепархии письменное разрешение на создание иезуитской средней школы и колледжа в юго-западной части штата Коннектикут. Университет Фэрфилда был официально основан в 1942 году, когда иезуиты приобрели два смежных поместья семей Брюстера Дженнингса и Уолтера Лашара. Таким образом новый университет стал 26-м иезуитским учебным учреждением в Соединенных Штатах.
В том же году преподобный Джеймс Долан, назначил преподобного Джона Макэлени, университета Святого Роберта Беллармина и одновременно — викарием Подготовительной школы колледжа Фэрфилд. А в 1944 году сам Джеймс Долан стал вторым президентом. Затем следующими президентами являлись:
- 1951—1958	годы − Joseph D. FitzGerald,
- 1958—1964	годы − James E. FitzGerald,
- 1964—1973	годы − William C. McInnes,
- 1973—1979	годы − Thomas R. Fitzgerald.

В этот период Фэрфилдский университет активно развивался, в нём появлялись новые учебные подразделения, а в 1970 году учебное заведение стало с совместным обучением, приняв первый женский студенческий набор.
Седьмым президентом университета в 1979 году стал Алоизиус Келли, который находился на этом посту дольше всех, руководя школой в течение 25 лет. В этот период были построены десятки новых зданий кампуса, добавлено несколько новых программ бакалавриата и магистратуры, а также увеличен фонд учреждения с менее 2 миллионов долларов в 1979 году до 131 миллиона долларов к 2003 году. В 2004 году следующим президентом стал Джеффри фон Аркс, который до этого работал на руководящих должностях в других иезуитских учреждениях — в Джорджтаунском университете и Университете Фордема.
После двенадцатилетнего пребывания в должности фон Аркс объявил, что покинет свой пост в 2016 году. Временно его должность исполнял Линн Бабингтон (Lynn M. Babington), а с 1 июля 2017 года Фэрфилдский университет возглавил Марк Немек, ставший первым президентом-мирянином. До этого он работал деканом Школы непрерывного гуманитарного и профессионального образования Грэма (Graham School of Continuing Liberal and Professional Studies ) в Чикагском университете.
Фэрфилдский университет предлагает степени бакалавра, магистра и доктора в своих академических подразделениях:
- Колледж искусств и наук
- Школа-бизнеса Чарльза Долана
- Техническая школа
- Школа медсестер
- Высшая школа образования и смежных профессий
- Университетский колледж

### Выпускники
- Арпайя, Донателла — американская предпринимательница.
- Нилон, Кевин — американский стендап-комик, актёр кино, телевидения и озвучивания, сценарист.
- Хорхе Перес-Диас[англ.] — министр юстиции Пуэрто-Рико в 1991—1992 годах.
- Уол, Лиз — американская журналистка.
- Центопани, Эван[англ.] — американский культурист.

См.: выпускники Фэрфилдского университета.